# U niej w domu
U niej w domu (fr. Dans la maison) – francuski dreszczowiec z 2012 roku w reżyserii François Ozona. Zdjęcia kręcono w Saint-Maur-des-Fossés (departament Dolina Marny), Serris (Sekwana i Marna), Mennecy (Essonne), Croissy-sur-Seine (Yvelines) oraz w Paryżu.

## Opis fabuły
Germain jest nauczycielem francuskiego w liceum. Rozpoczyna się kolejny rok szkolny, a Germain zadaje swoim nowym uczniom wypracowanie. Studenci mają opisać jeden dzień ze swojego życia. Profesora i jego żonę, artystkę Jeanne, intryguje tekst 16-letniego Claude'a. Opisuje on wizytę w domu swojego kolegi z klasy, Raphy, do którego dostaje się pod pretekstem udzielania chłopcu korepetycji z matematyki. Gdy Rapha rozwiązuje zadania, Claude eksploruje dom. W wypracowaniu zamieszcza niezwykle szczegółowe sprawozdanie ze swoich obserwacji. Wydaje się być szczególnie zafascynowany matką kolegi, Esther. W kolejnych odcinkach swojej opowieści, dostarczanych regularnie nauczycielowi w formie krótkich opowiadań, Claude rozwija akcję i zgłębia uczestniczące w niej postaci. Granica między fikcją a rzeczywistością w snutej przez 16-latka opowieści powoli zaczyna się zacierać.

## Obsada
- Fabrice Luchini – Germain
- Ernst Umhauer – Claude Garcia
- Kristin Scott Thomas – Jeanne
- Emmanuelle Seigner – Esther
- Denis Ménochet – Raphaël Artole (ojciec)
- Bastien Ughetto – Raphaël Artole (syn)
- Yolande Moreau – bliźniaczki

## Recepcja
Film Ozona spotkał się z pozytywnym odbiorem krytyki. W serwisie Rotten Tomatoes uzyskał 88% pozytywnych opinii (oparte na 65 recenzjach).
Obraz otrzymał główną nagrodę Złotej Muszli oraz wyróżnienie za najlepszy scenariusz podczas MFF w San Sebastian w 2012, a także sześć nominacji do Cezarów i jedną do nagrody Goya.